# Pingasa aigneri
Pingasa aigneri là một loài bướm đêm trong họ Geometridae.